# Ejskär (vid Örö, Kimitoön)
Ejskär är en ö i Finland. Den ligger i Norra Östersjön eller Skärgårdshavet vid Örö i kommunen Kimitoön i landskapet Egentliga Finland, i den sydvästra delen av landet. Ön ligger omkring 74 kilometer söder om Åbo och omkring 160 kilometer väster om Helsingfors.
Öns area är 7,4 hektar och dess största längd är 0,6 kilometer i nord-sydlig riktning.